# Soudaine-Lavinadière
Soudaine-Lavinadière este o comună în departamentul Corrèze din centrul Franței. În 2009 avea o populație de 187 de locuitori.

## Evoluția populației
| An        | 1975 | 1982 | 1990 | 1999 | 2006 | 2009 |
| --------- | ---- | ---- | ---- | ---- | ---- | ---- |
| Populație | 271  | 233  | 229  | 193  | 205  | 187  |